# تپه قوشاتپه
تپه قوشاتپه مربوط به عصر آهن - دوره اشکانیان است و در شهرستان گرمی، بخش مرکزی، دهستان اجارود مرکزی، روستای امراهلی واقع شده و این اثر در تاریخ ۱۲ شهریور ۱۳۸۶ با شمارهٔ ثبت ۱۹۴۲۲ به‌عنوان یکی از آثار ملی ایران به ثبت رسیده است.